# Герб Виблів
Герб Ви́блів — офіційний символ села Виблі Чернігівського району Чернігівської області України.
Затверджений 15 червня 2001 р. рішенням XVI сесії сільської ради XXIII скликання.
Автори — А.Гречило, І.Ситий, А.Ревко, Ю.Ревко.

## Опис
У зеленому полі срібна подвійна лілія, над нею обабіч два золоті лапчасті хрести, внизу — покладені навхрест золоті стріла та шабля, вістрями додолу. 
Щит обрамований декоративним картушем і увінчаний червоною міською короною з трьома мерлонами, що вказує на село, яке давніше було містечком. 

## Зміст
Подвійна лілія (шляхетський герб Гоздава) уживалася на печатках Вибельської сотні у XVIII ст. Хрести, шабля та стріла підкреслюють давні козацькі традиції сотенного містечка. Зелений колір означає багатство місцевої природи, а золото — хліборобство та добробут.